# 사계채의 언덕

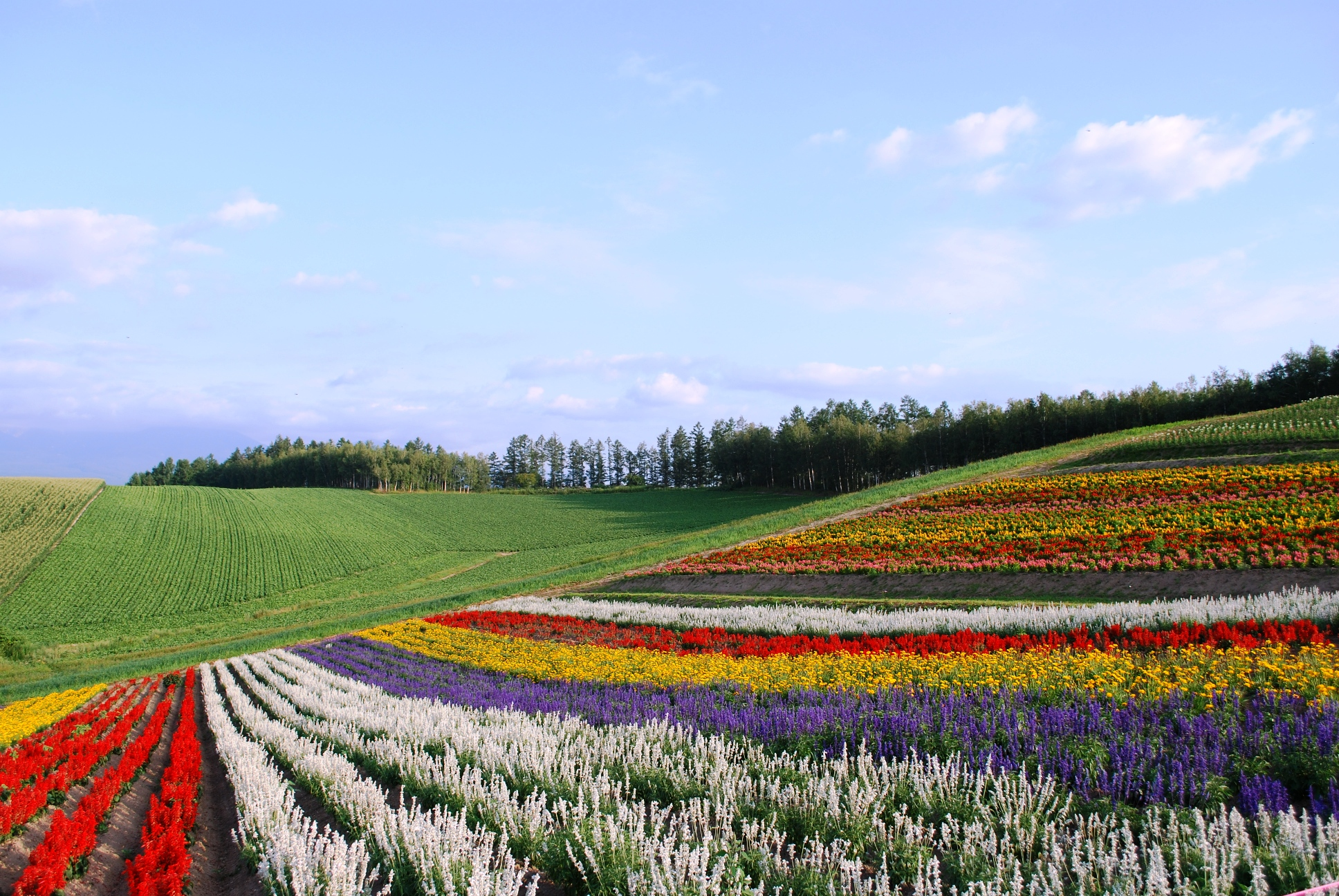
사계채의 언덕

사계채의 언덕(일본어: 四季彩の丘 시키사이노오카[*])은 일본 홋카이도 가미카와군 비에이정에 있는 관광지이다. 파노라마 로드의 작은 언덕에 있으며, 면적은 7 헥타르이다. 계절에 따라 라벤더, 루피너스, 코스모스, 해바라기 등 연간 약 30 종류의 꽃이 언덕 전체에 화려한 융단처럼 피는 화원이다. 원내에는 농산물 직판장, 기념품 판매소, 레스토랑 등이 있다.